# Ossirarus
Ossirarus — вимерлий рід тетраподоморфів з міссісіпської (середньотурнейської) Шотландії. Він містить один вид, Ossirarus kierani, заснований на розчленованому черепі та посткраніальних кістках із формації Баллаган у Бернмуті. Він мав великий, загострений пластинчастий ріг і кілька незначних рис, спільних з девонськими стебловими тетраподоморфами. Ossirarus був описаний у дослідженні 2016 року, яке було розроблено, щоб заповнити фауну тетраподоморфів розриву Ромера, інтервалу раннього карбону з невеликою кількістю скам'янілостей чотириногих. Це був один із п'яти нових родів, названих у цьому дослідженні, разом із Aytonerpeton, Diploradus, Koilops і Perittodus.

## Опис
Приблизно 54 міліметри довжини черепа і 30 сантиметрів загальної довжини, Ossirarus був значно меншим за пізньодевонських та турнейських тетраподоморфів, таких як Pederpes, і більш порівнянний за розміром з пізнішими візейськими родами з кар’єру Східний Кірктон, такими як Balanerpeton. На відміну від наземних тетраподів Ossirarus був більш пристосованим до життя у воді або земноводного життя і менше залежав від зору, маючи канали бічної лінії в черепі, а також пропорційно менші очниці.

## Екологія
Відкладення, в якому було знайдено Ossirarus, належало до заплавного середовища, точніше до боліт або сезонної водойми, яка випаровується протягом сухого сезону.